# Владімір Бєлік
Владімір Бєлік (чеськ. Vladimír Bělík; 27 вересня 1904 — ?) — чеський футбольний воротар, гравець збірної Чехословаччини.

## Футбольна кар'єра
У збірній Чехословаччини дебютував у 1929 році як дев'ятий воротар в її історії і зіграв два матчі. Був гравцем клубів «Вршовіце» (1925—1927), «Вікторії» (1927), «Спарти» (1928—1931), «Находа» (1930—1932) і «Лібеня».

## Статистика виступів

#### Статистика виступів у чемпіонаті
| Сезон                       | Матчі | Голи | Сухі матчі | Клуб            |
| --------------------------- | ----- | ---- | ---------- | --------------- |
| Ліга асоціації 1925         | 6     | 0    | 0          | Вршовіце        |
| Середньочеська ліга 1925/26 | 20    | 0    | 3          | Вршовіце        |
| Середньочеська ліга 1927    | 7     | 0    | 0          | Вршовіце        |
| Середньочеська ліга 1927    | 3     | 0    | 0          | Вікторія Жижков |
| Середньочеська ліга 1928/29 | 1     | 0    | 1          | Спарта Прага    |
| 1-а ліга асоціацій 1929/30  | 10    | 0    | 2          | Спарта Прага    |
| 1-а ліга асоціації 1930/31  | 1     | 0    | 0          | Спарта Прага    |
| 1-а ліга асоціації 1930/31  | 4     | 0    | 0          | Наход           |
| 1-а ліга асоціації 1931/32  | 15    | 0    | 1          | Наход           |
| 1-а ліга асоціації 1932/33  | 10    | 0    | 0          | Лібень          |
| РАЗОМ                       | 77    | 0    | 7          |                 |

## Трофеї і досягнення
- Срібний призер чемпіонату Чехословаччини:

«Спарта» (Прага): 1929-30, 1930-31
- Фіналіст Кубка Мітропи:

«Спарта» (Прага): 1930